# Palacio de Villardompardo (Jaén)
El Palacio de los Condes de Villardompardo, de la ciudad de Jaén, fue construido en el siglo XVI por Fernando Torres y Portugal, I Conde de Villardompardo y Virrey del Perú, presenta un estilo renacentista. Actualmente forma parte del Centro Cultural Palacio de Villardompardo.

## Historia
A finales del siglo XVIII, el edificio fue adquirido por la Junta del Real Hospicio, instalando en el mismo el Hospicio de Mujeres. El Hospicio es ampliado en los años 1901 y 1903, demoliendo algunas casas y construyéndose una capilla, inaugurada ese último año con la advocación de La Visitación.
En 1970, tras el traslado del Hospicio, comienzan las obras de restauración de los Baños Árabes situados en los sótanos del Palacio así como la rehabilitación de todo el edificio. Todas estas obras fueron galardonadas en 1984 con la Medalla de Honor de la Asociación Europa Nostra.

## Edificio

### Exterior

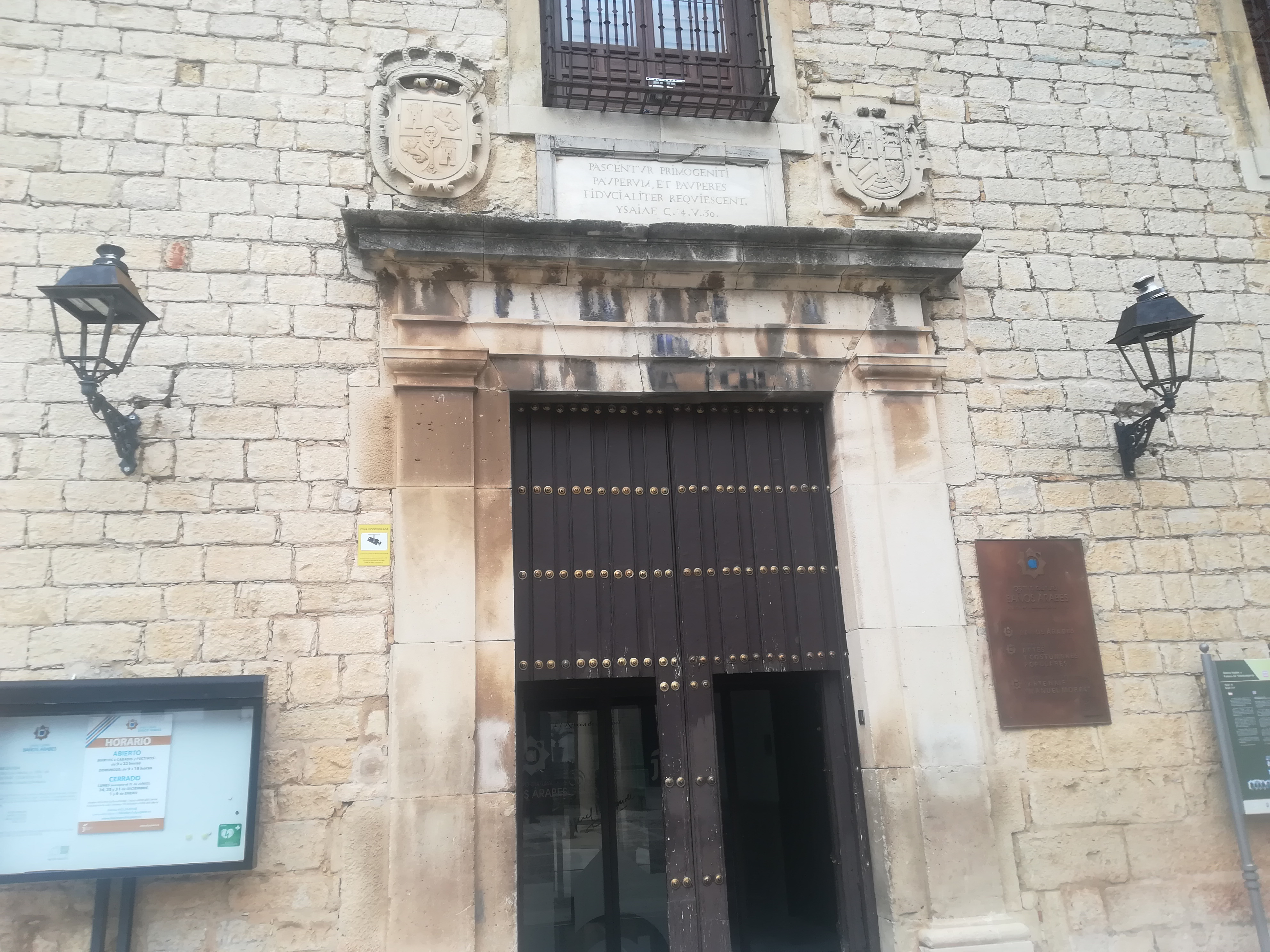
Portada del palacio.

La puerta principal es de principios del siglo XIX, sustituye a una anterior. Sobre ella, se encuentra una inscripción en mármol blanco orlada de piedra gris con el texto siguiente: 

Pascentur primoneniti / Pauperum, et pauperes / Fiducialiter requiescent 

(Los primogénitos de los pobres se alimentan, y los pobres descansan confiadamente)
Ysaiae, c. 14,v.30

A ambos lados de esta inscripción, se sitúan dos escudos: a la derecha, el del Obispo Fray Benito Marín; y a la izquierda, el escudo de Castilla.
En la fachada de la Iglesia de la Visitación se encuentra una Cruz, la fecha de consagración, Año 1903, y una inscripción muy desgastada en la que solo se pueden leer palabras sueltas, mater (madres), filios (hijos), muros (paredes).

### Interior
El patio central del Palacio está constituido por un cuadrado de gruesos muros en el que se abren las ventanas y puertas de diferentes estancias. Dentro de este cuadrado se inscribe otro formado por una galería columnada en dos niveles, con tres columnas en cada lado y con un total de ocho columnas en cada uno de los dos niveles.
La galería de la planta inferior presenta sus columnas en orden toscano, aplicando arcos de medio punto ligeramente rebajados. Sobre las cuatro columnas de las esquinas descansan cuatro arcos: los dos mayores, forman el ángulo de la galería; los dos menores, están unidos al muro perimetral convirtiéndose en columnas “en palmera”, al igual que los utilizados por el constructor musulmán que había realizado la gran Sala Templada de los Baños Árabes subyacentes. Igualmente, el arquitecto del Palacio utilizó una estructura constructiva idéntica a la utilizada en los Baños: para las columnas y los capiteles emplea la piedra y para los arcos y para las enjutas el ladrillo.
La galería de la planta superior es similar a la inferior aunque presenta modificaciones. Las columnas y los arcos son de menor altura que los situados en el nivel inferior. Actualmente, los intercolumnios de este nivel se cierran con una barandilla abalaustrada de madera.

## Museo
El Palacio es sede de:
- Los Baños Árabes de Jaén
- El Museo Internacional de Arte Naïf de Jaén
- El Museo de Artes y Costumbres Populares de Jaén